# Ri Sung Gi
Ri Sung Gi, född 1 oktober 1905 i Damyang, död 8 februari 1996, var en nordkoreansk kemist som är mest känd för att bidragit till uppfinningen av syntetfibern vinalon. 
Ri föddes i Damyang i Sydjeolla och tog en examen i kemi vid Kyotos universitet 1931.
1939 utvecklade Ri konstfibern vinalon i Japan tillsammans med kollegorna Ichiro Sakurada och H. Kawakami, men massproduktion av fibern fördröjdes på grund av andra världskriget. Efter krigsslutet återvände Ri till Seoul, där han började undervisa vid Kyongsong-universitetet (idag Seouls nationella universitet). Ri var missnöjd med sin situation och vid Koreakrigets första skede i juli hoppade han av till Nordkorea.
I samband med Ris avhopp kom produktionen av vinalon igång på allvar och vinalon blev så småningom Nordkoreas "nationalfiber" och symbol för den nordkoreanska juche-ideologin. Från 1960-talet fram till 1986 var Ri chef för den nordkoreanska vetenskapsakademins filial i Hamhung. Han var också djupt engagerad i Nordkoreas kärnvapenprogram.
1962 fick han Leninpriset.